# Sutte

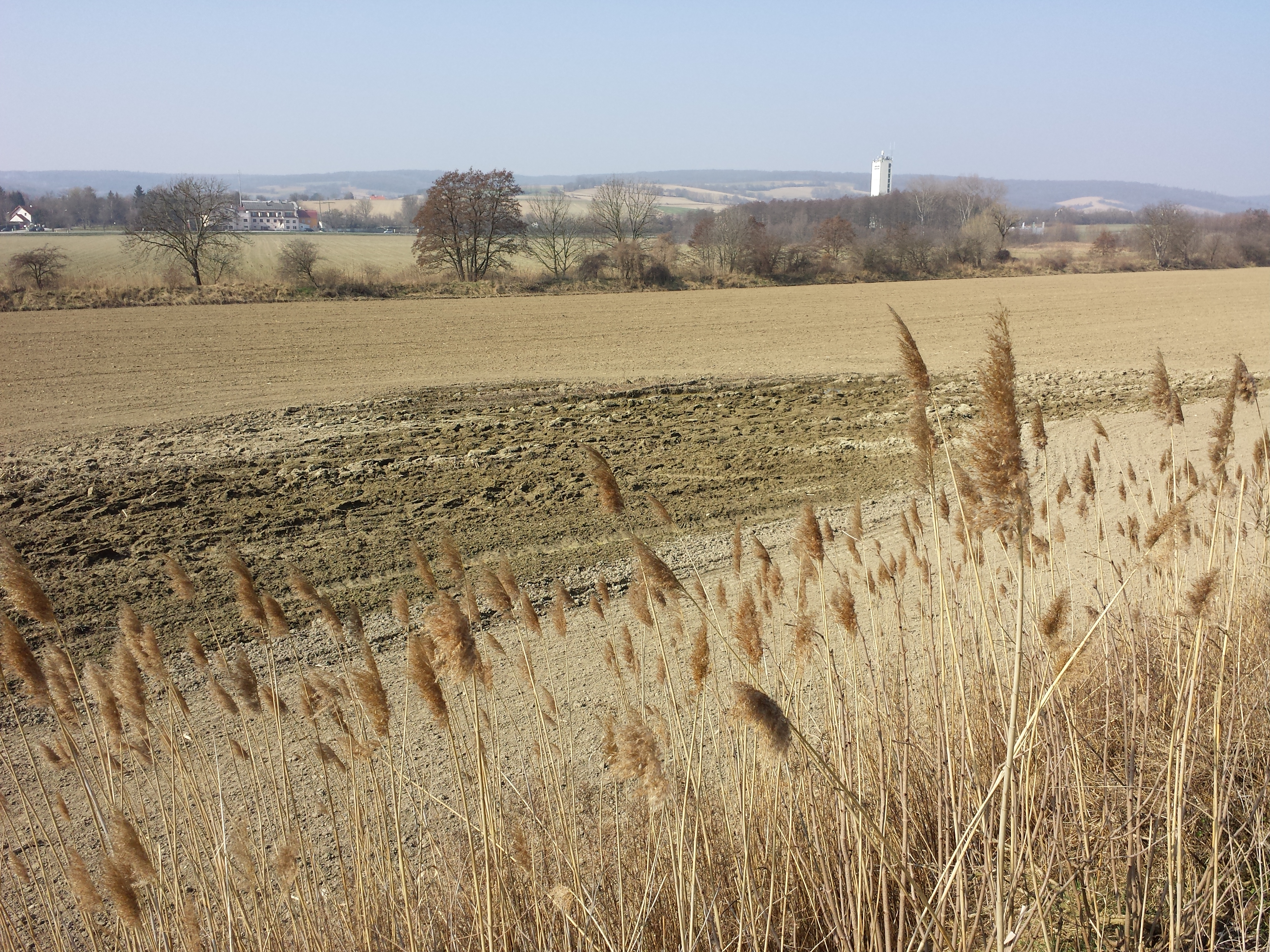
Eine feuchte Sutte in einem Acker bei Kronberg als eines der Relikte der ehemaligen Feuchtgebiete am Rußbach

Eine Sutte, Mehrzahl Sutten, ist eine Mulde im Gelände.
Sutten sind Feuchtflächen, die sich in Senken von Ackerflächen und Wiesen im Frühjahr nach der Schneeschmelze bilden. Die Größe variiert von kleinen Pfützen bis zu hektargroßen Flächen. Durch starke Schwankungen ihrer Lebewelt und Umweltbedingungen, sowie den sich permanent ändernden Umwelteinflüssen, kommt es zur Ausprägung unterschiedlichster Lebensgemeinschaften. In der meist intensiv bewirtschafteten Kulturlandschaft sind Sutten regelrechte 'Hotspots' der Artenvielfalt. Sutten gehören zu den am meisten gefährdeten Lebensräumen und benötigen daher besonderen Schutz (z. B.: NÖ Landesgesetz 2000).